# Język puare
Język puare (a. puari), także bkwala – język papuaski używany w prowincji Sandaun w Papui-Nowej Gwinei, przez grupę ludności na północnym wybrzeżu, na wschód od języków rawo i pagi. W 2003 roku posługiwało się nim 35 osób.
Obszar tego języka obejmuje wsie Puari i Pino.
Należy do rodziny języków skou. Znajduje się na skraju wymarcia. W 1998 r. region nawiedziło tsunami, które unicestwiło większą część społeczności językowej.